# São Nicolau-sziget
São Nicolau (portugálul: Ilha de São Nicolau) egy sziget a Zöld-foki Köztársaságban.

## Földrajz
Az északi, Barlavento szigetcsoport tagja. Legközelebbi szomszédja a Santa Luzia-sziget mintegy 40 km-re nyugatra.
São Nicolau egy hegyvidékkel tagolt sziget. Legmagasabb pontja a Monte Gordo (1312 m). További jelentős hegyek még a Monte Bissau a sziget középső részén és a Pico do Alberto keleten.

## Történelem
Felfedezése Antonio da Noli portugál szolgálatban álló genovai kapitány érdeme, aki 1460-ban Szent Miklós napján, pillantotta meg a szigetet.
Az első állandó lakói a XVI. században érkeztek. A szigetnek ma mintegy 12.700 lakosa van, jóval kevesebb, mint az 1940-es években, amikor a pusztító szárazság és éhínség elől sokan kivándoroltak - elsősorban São Tomé és Príncipe-re.

## Közigazgatás
A sziget közigazgatása 2005-óta két önkormányzatból áll:

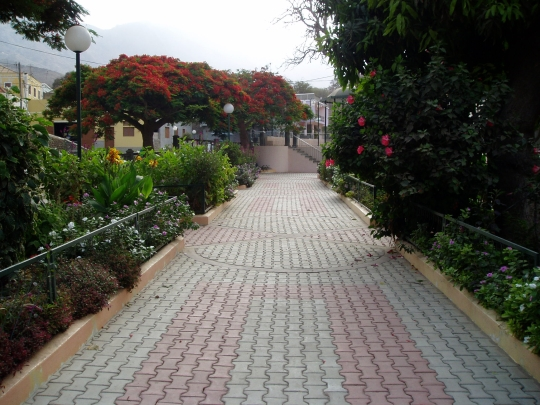
Ribeira Brava

- Ribeira Brava
- Tarrafal de Sao Nicolau